# Phạm Huyên
Phạm Huyên là một nhà toán học ứng dụng người Pháp gốc Việt, hiện đang là giáo sư tại Đại học Paris Diderot (ĐH Paris 7), Pháp.

## Sự nghiệp
1988-1992: ông là sinh viên trường Ecole Normale Supérieure de Lyon
1992-1995: Ông là nghiên cứu sinh và trợ giảng tại Đại học Paris IX Dauphine. Ông bảo vệ luận án của mình vào ngày 23 tháng 1 năm 1995 với tên gọi 
"Applications des méthodes probabilistes et de contrôle stochastique aux mathématiques financières" (Tạm dịch: Ứng dụng phương pháp xác suất và điều khiển ngẫu nhiên vào toán tài chính) dưới sự hướng dẫn của GS Danielle Florens-Zmirou.
1995: Phó giáo sư tại đại học Marne-la-Vallée và hoàn thành luận án tiến sĩ khoa học (habilitation) tại trường này năm 1999.
Từ năm 1999 ông là giáo sư Toán học tại Đại học Paris 7, từ năm 2005 là giáo sư hạng nhất,
Từ năm 2010 ông được phong là giáo sư xuất sắc hạng CE1 và từ 2016 hạng CE2.

## Giải thưởng
Ông đạt giải Europlace Institute of Finance năm 2004.
Ông được phong vào Institut Universitaire de France năm 2006 (chỉ có 2% số giáo sư Pháp được nhận danh hiệu này).
Ông đạt giải Louis Bachelier năm 2007 được trao tặng bởi Hội toán học London, Quỹ Natixis và Hội toán học ứng dụng và công nghiệp, Viện Hàn lâm khoa học Pháp,

## Đóng góp
GS Phạm Huyên nghiên cứu về lý thuyết xác suất ứng dụng trong đó gồm các mảng: Toán tài chính và tài chính định lượng, Điều khiển và tối ưu ngẫu nhiên, Phương pháp số xác suất, Độ lệch lớn và các ứng dụng, v.v. Ông tham gia ban biên tập nhiều tạp chí quốc tế, trong đó có Applied Mathematics and Optimization,  Risks, Probability, Uncertainty and Quantitative Risk.  Acta Mathematica Vietnamica, Stochastics, Finance and Stochastics, SMAI - Mathématiques et Applications, v.v.
Ông thường xuyên về nước giảng dạy tại Viện Nghiên cứu John Von Neumann (JVN), tổ chức những buổi hội thảo về tài chính định lượng tại Viện Nghiên cứu cao cấp về Toán (VIASM) nhằm góp phần thúc đẩy sự phát triển của Toán ứng dụng, Toán Tài chính và Khoa học dữ liệu trong cộng đồng khoa học tại Việt Nam.